# Monte Betty
Il  Monte Betty (in lingua inglese: Mount Betty) è una piccola cresta montuosa antartica alta 381 m che si affaccia sulla Barriera di Ross, sul fianco settentrionale della Bigend Saddle, all'estremità nordorientale dell'Herbert Range, catena montuosa che fa parte dei Monti della Regina Maud, in Antartide. 
Fu scoperta nel novembre 1911 dall'esploratore norvegese Roald Amundsen. 
La denominazione fu assegnata dallo stesso Amundsen in onore di Beata (Betty) Andersson, sua bambinaia e poi per molti anni governante della famiglia Amundsen.

## Sito storico
Amundsen ha eretto un tumulo di pietra sulla dorsale il 6 gennaio 1912, nel corso del suo tragitto di ritorno dal Polo Sud alla base di Framheim. Viene oggi chiamato tumulo di Amundsen ed è stato inserito nella Lista dei siti e monumenti storici dell'Antartide (HSM 24), in seguito ad una proposta avanzata dalla Norvegia nel corso delle riunioni per la stesura del Trattato Antartico.